# Vodole
Vodole – wieś w Słowenii, w gminie miejskiej Maribor. W 2018 roku liczyła 208 mieszkańców. 